# 北ダルフール州
北ダルフール州（きたダルフールしゅう、アラビア語: ولاية شمال دارفور Wilāyat Šamāl Dārfūr、英語: North Darfur State）は、スーダンのダルフール地方北部の州。州都はエル＝ファーシル、面積は約32万km2。2018年の推計人口は約231万人。

## 地理
北ダルフール州はダルフール地方の半分以上の面積を占め、マッラ山脈（ジェベル・マッラ）の一部を含む。
北部は砂漠で、わずかながら降雨も見られる南東部は低い砂丘を含む平原、南西部はマッラ山脈により構成される火山地帯である。
北西をリビア、北から北東を北部州、東を北コルドファン州、南東を西コルドファン州、南から南西にかけては東から東ダルフール州、南ダルフール州、中央ダルフール州、西ダルフール州に、西をチャドにそれぞれ接する。
主要な都市として、州都エル＝ファーシル、Um Kaddada、Kabkabia、Meleitがある。

## 産業
主要作物は雑穀、モロコシ、ラッカセイである。

## 歴史
ダルフール・スルターン国の中心で、首都のエル＝ファーシルと最大の交易都市であったコッベイの両方が含まれていた。